# Marinus van Reymerswale

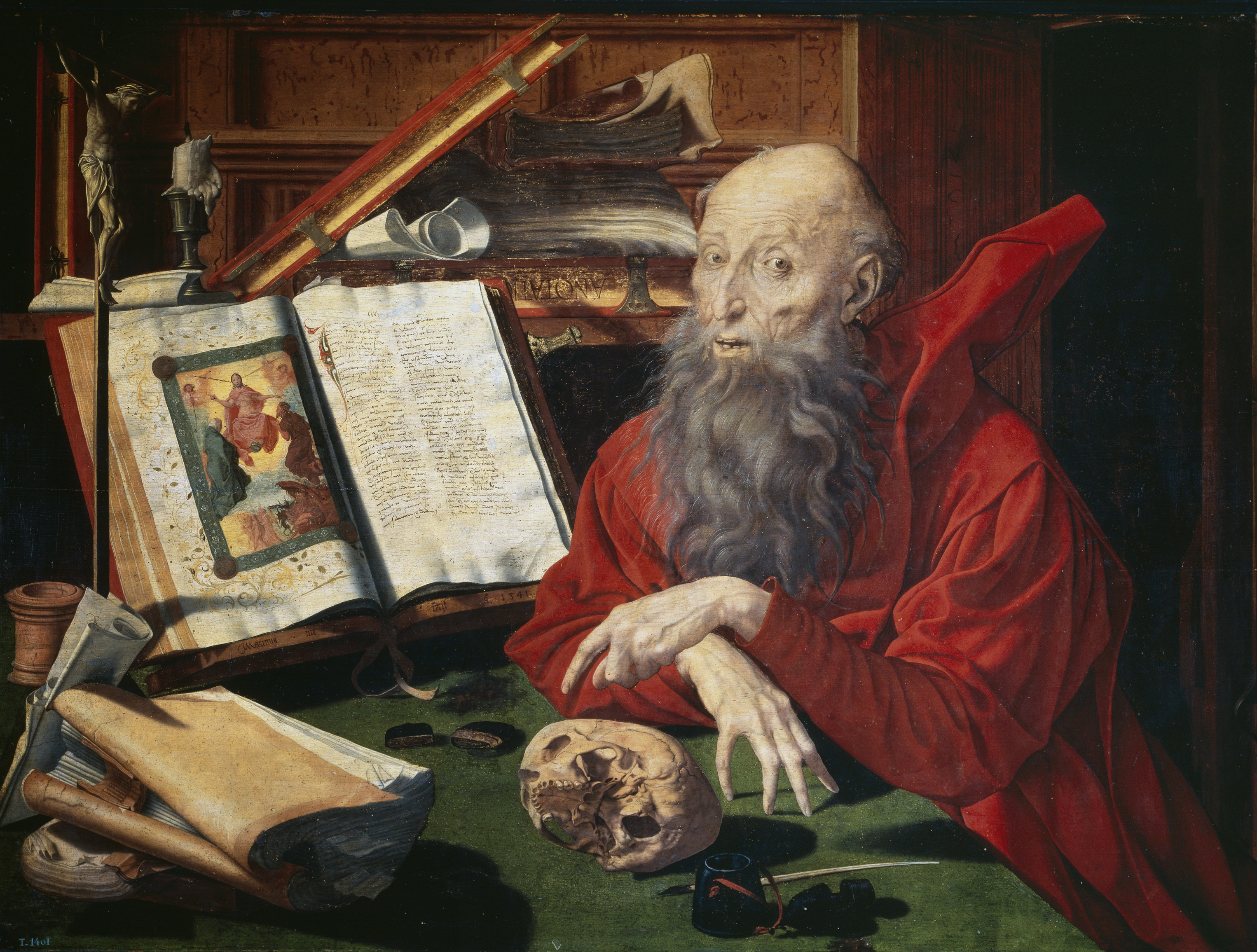
Saint Jérôme dans son cabinet de travail (1521), Madrid, musée du Prado.

Marinus Claeszoon van Reymerswaele, né à Reimerswaal vers 1490 et mort à Goes vers 1546, est un peintre néerlandais.

## Biographie
Peu de choses sont connues de la vie de Marinus van Reymerswaele.
Il nait vraisemblablement vers 1490 à Reimerswaal, une ville du comté de Zélande abandonnée au commencement du XVIIe siècle à la suite d'inondations répétées. Fils du peintre Claes van Zierikzee (une thèse sans aucune preuve), attesté à Anvers en 1475, il aurait étudié à l'université de Louvain en 1504 et aurait appris la peinture sur verre dans l'atelier de Simon van Daele à Anvers en 1509, où il se serait inscrit sous le nom de Moryn Claessone,.
Il travaille en Zélande dans les années 1530-1540, où il est également connu comme Marinus de Seeu et Marino di Sirissea. Le premier message avec son nom comme maitre-peintre est en 1531, quand il a produit une carte de son île partiellement inondée de Sud-Béveland pour le gouvernement en Bruxelles. Vers la fin de sa vie, il s'installe à Goes où il meurt probablement vers 1546. 
Un « Marinus de Romerswael » est mentionné à Middelbourg en 1567 à la suite de sa condamnation pour iconoclasme, mais il est probable qu'il s'agit d'une autre personne,,,.

## Production artistique
On connait de lui de nombreuses compositions en buste, qu'il a reprises plusieurs fois, en leur apportant des variantes. Elles ont souvent été imitées.
Le thème des collecteurs d'impôts s'inspire, par l'intermédiaire de Quentin Metsys, des grotesques de Léonard de Vinci. Il a été fortement influencé par les gravures de Dûrer.
Les thèmes les plus récurrents sont :
- Le Changeur d'argent et sa femme[7] ;
- Les Collecteurs d'impôts, musée du Louvre ;
- Le Bureau d'un avocat ;
- Saint Jérôme dans son cabinet de travail ;
- La Vocation de saint Matthieu.

## Œuvres
- Anvers, musée royal des beaux-arts :
  - Saint Jérôme dans son cabinet de travail (1541) ;
  - Deux collecteurs d'impôts.
- Copenhague, Statens Museum for Kunst : Le Changeur et sa femme (1540).
- Douai, musée de la Chartreuse : Saint Jérôme dans son cabinet de travail.
- Dresde, Gemäldegalerie Alte Meister : Le Collecteur d'impôts et sa femme (1541).
- Florence, musée national du Bargello : Le Collecteur d'impôts et sa femme (1540).
- Gand, musée des beaux-arts : Conversion de l'apôtre Matthieu (1536), huile sur panneau, 117 × 135 cm[8].
- Londres, National Gallery : Deux collecteurs d'impôts (vers 1540), huile sur chêne, 92 × 74 cm[6].
- Madrid :
  - Escurial : Le Collecteur d'impôts et sa femme (1538).
  - musée du Prado :
    - Saint Jérôme dans son cabinet de travail (vers 1521) ;
    - Le Collecteur d'impôts et sa femme (1539) ;
    - Saint Jérôme dans son cabinet de travail (1541), deux versions ;
    - Vierge à l'Enfant ;
    - Le Changeur et sa femme (1539), huile sur bois, 83 × 97 cm.

  - musée Thyssen-Bornemisza : La Vocation de saint Matthieu.
- Munich, Alte Pinakothek :
  - Le Bureau d'un avocat (1542) ;
  - Le Collecteur d'impôts et sa femme (1538).
- La Nouvelle-Orléans, New Orleans Museum of Art : Le Bureau d'un avocat (1543).
- Paris, musée du Louvre : Un receveur de la ville de Reymerswaele et son garant financier, dit aussi Le Collecteur d'impôts (vers 1540), bois, 94 × 77 cm[9].
- Saint-Pétersbourg, musée de l'Ermitage :
  - Le Collecteur d'impôts et sa femme ;
  - Les Collecteurs des tailles ou Les Collecteurs d'impôts, huile sur toile, transposée du bois, 84 × 60 cm[10].
- Varsovie, musée national : Deux collecteurs d'impôts.
- Vienne, musée d'histoire de l'art : Saint Jérôme dans son cabinet de travail.
- Nantes, Musée d'Arts : Le Collecteur d'impôts et sa femme

Marinus van Reymerswale, Les Collecteurs d'impôts
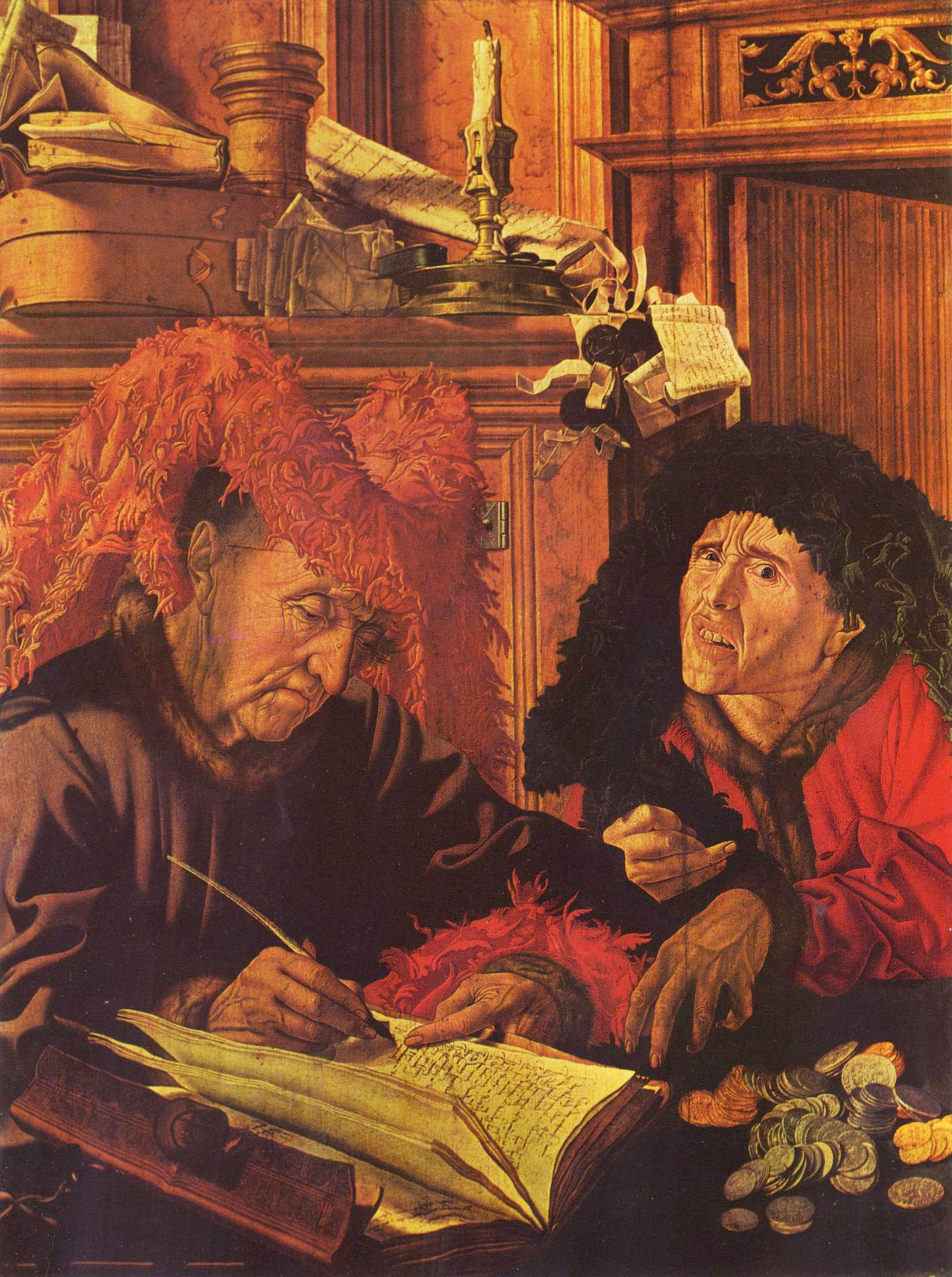
Vers 1540, Londres, National Gallery.
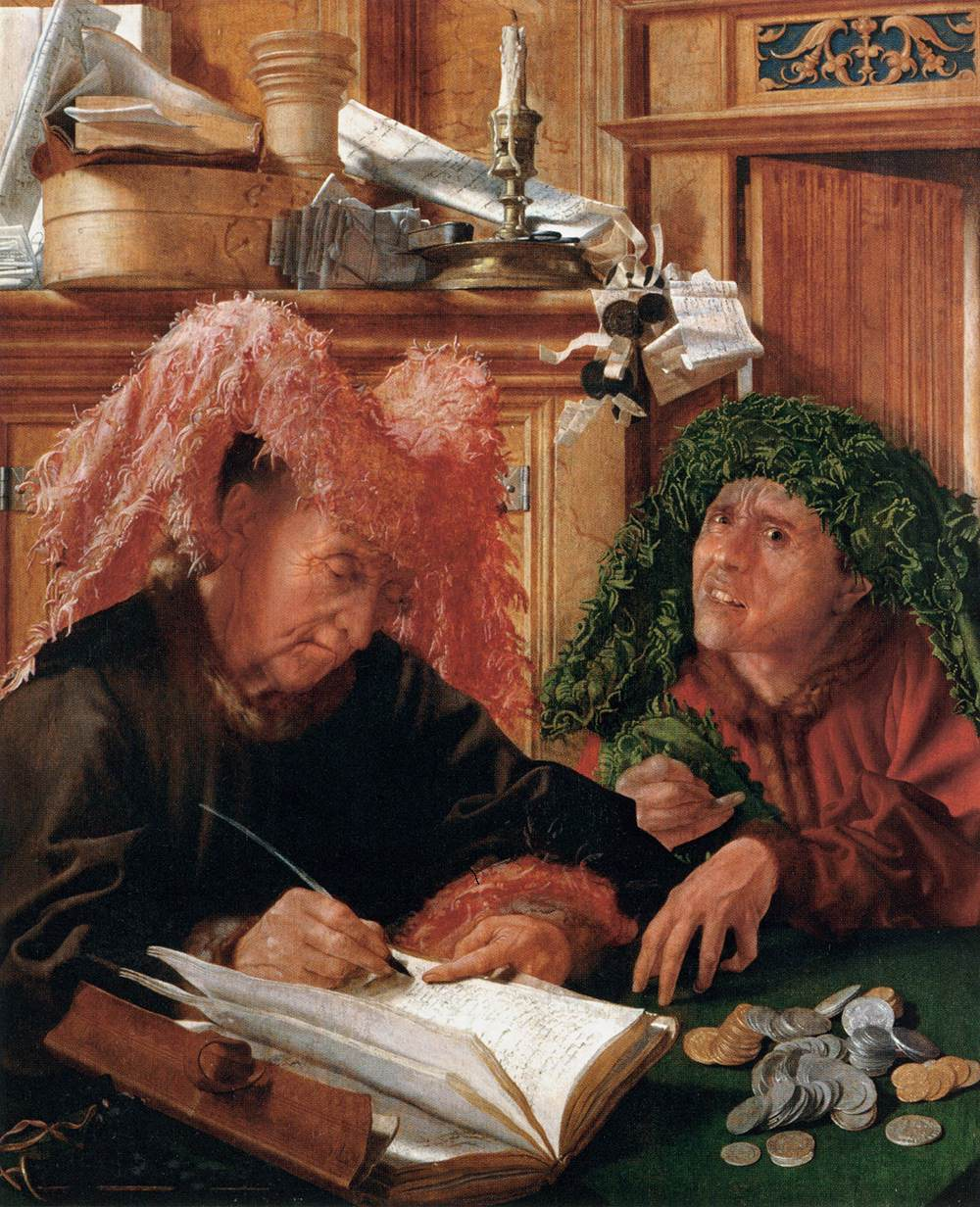
Vers 1540, Paris, musée du Louvre.
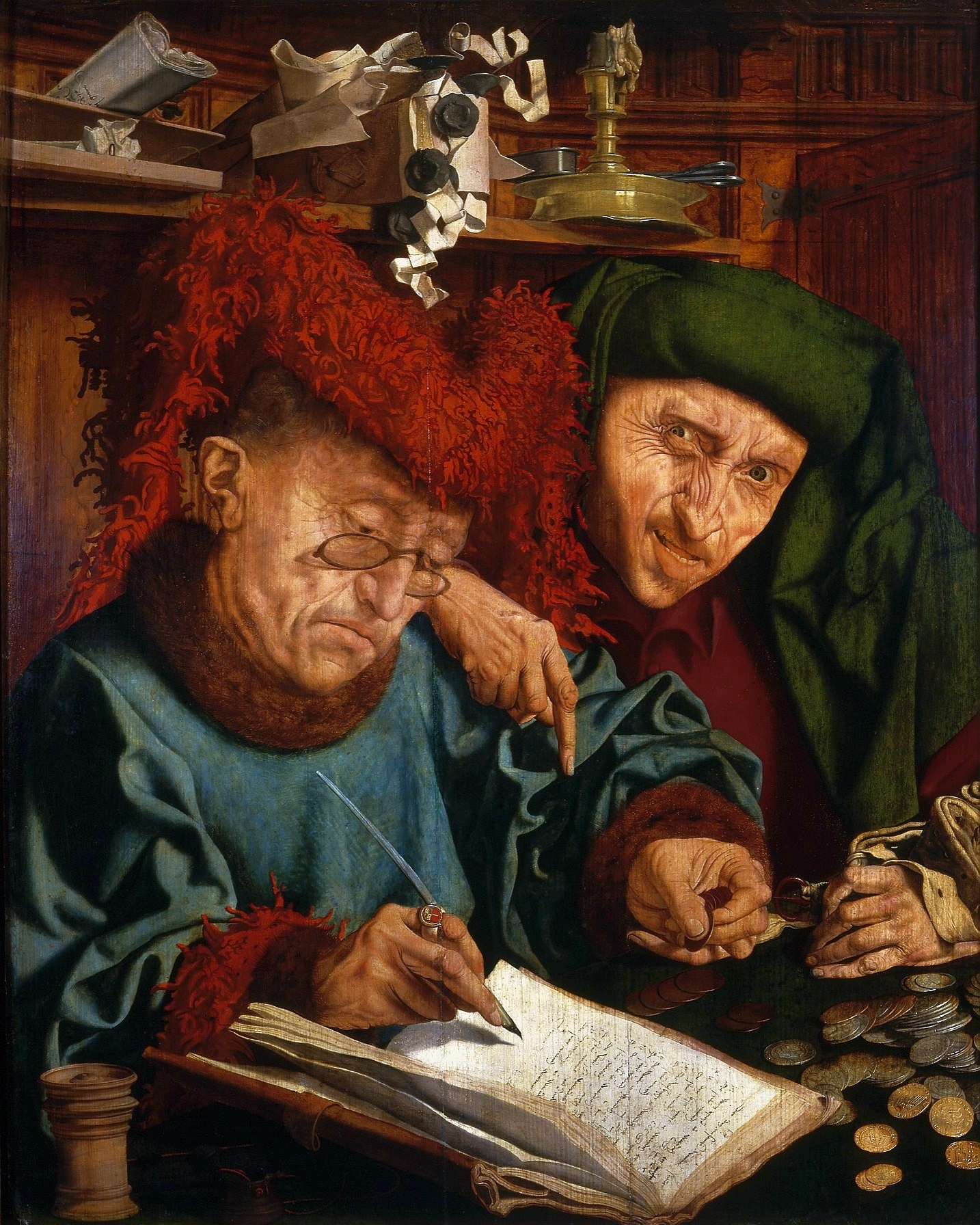
Vers 1540, Varsovie, musée national
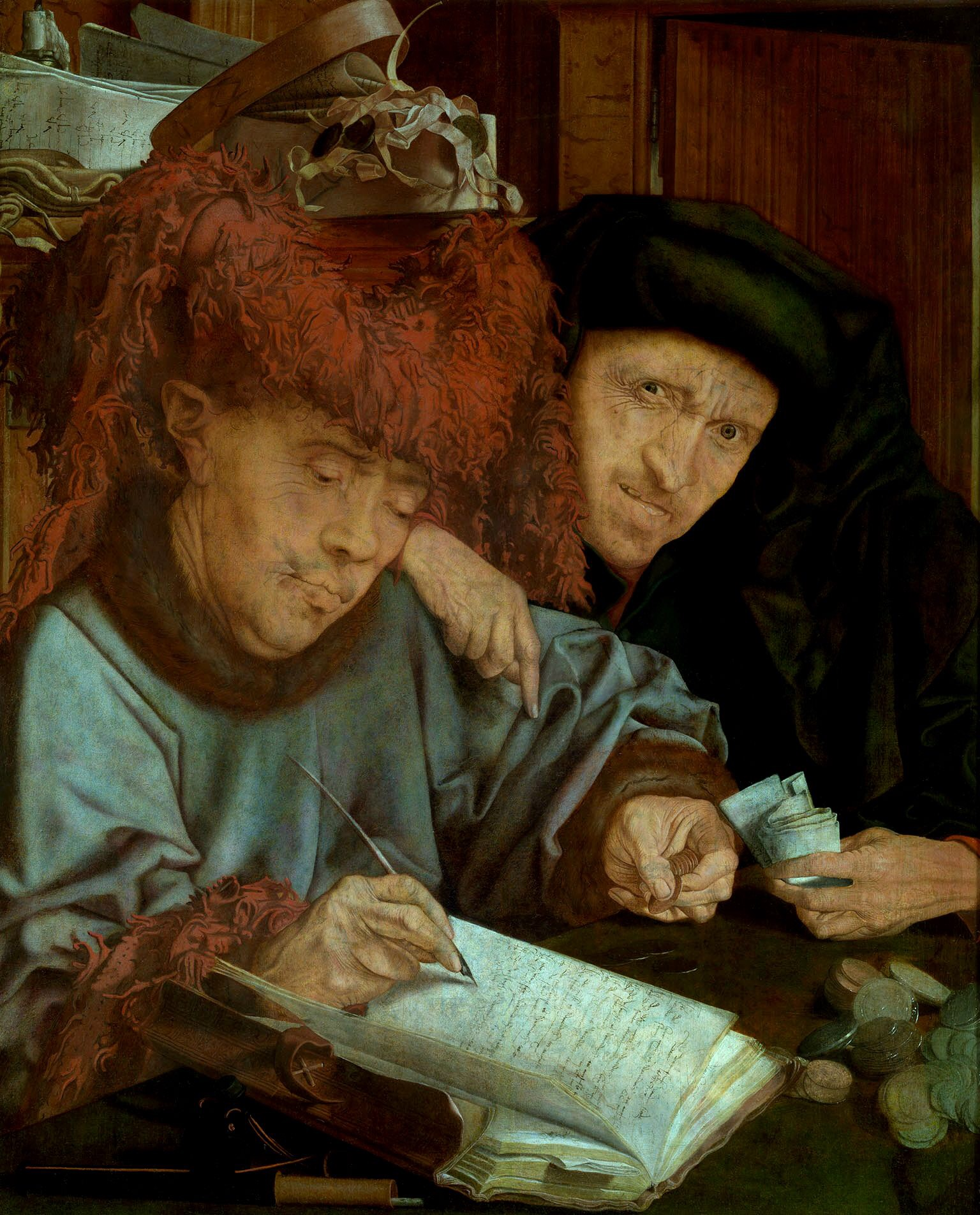
Anvers, musée royal des beaux-arts.
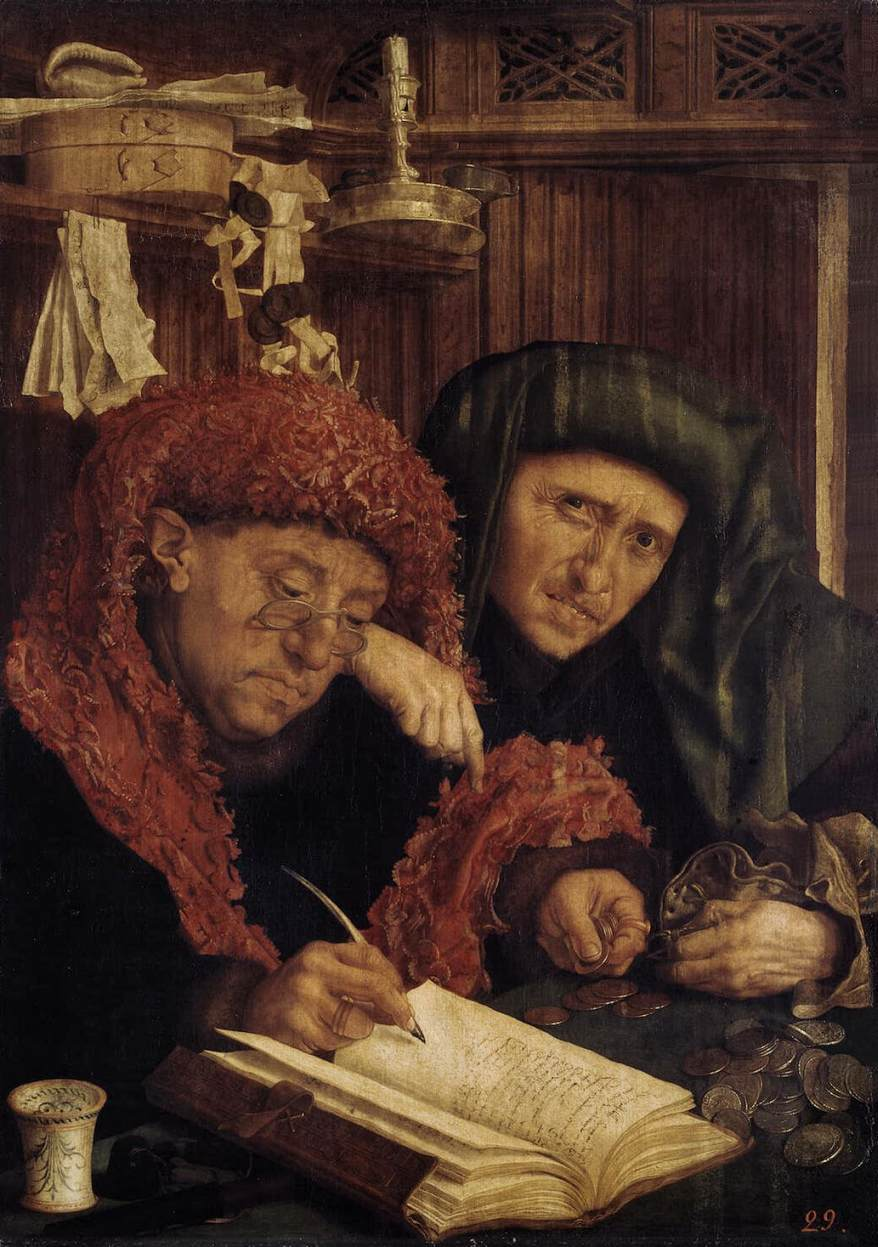
Saint-Pétersbourg, musée de l'Ermitage.
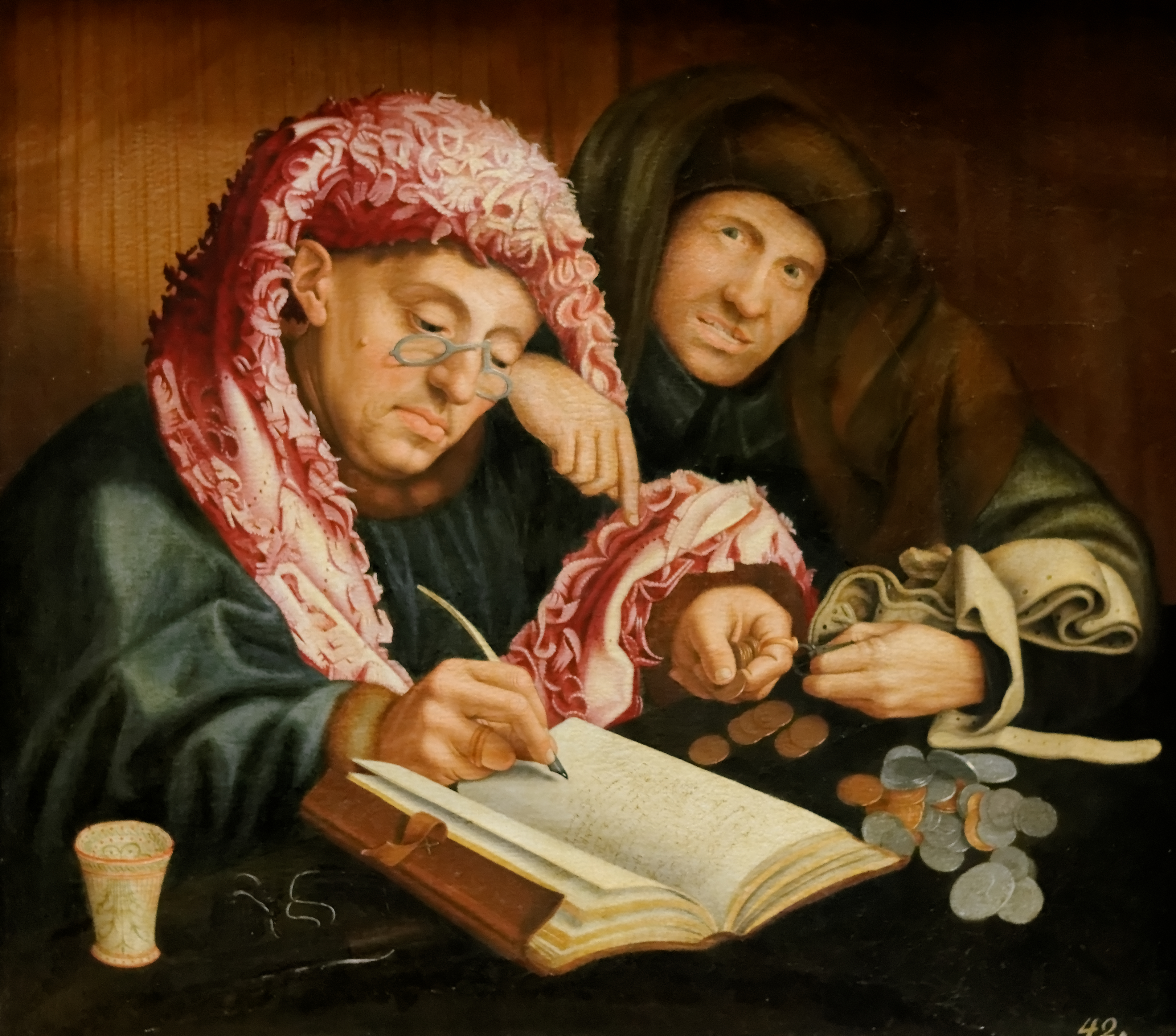
Vienne, musée d'histoire de l'art.

Suiveurs des Les Collecteurs d'impôts
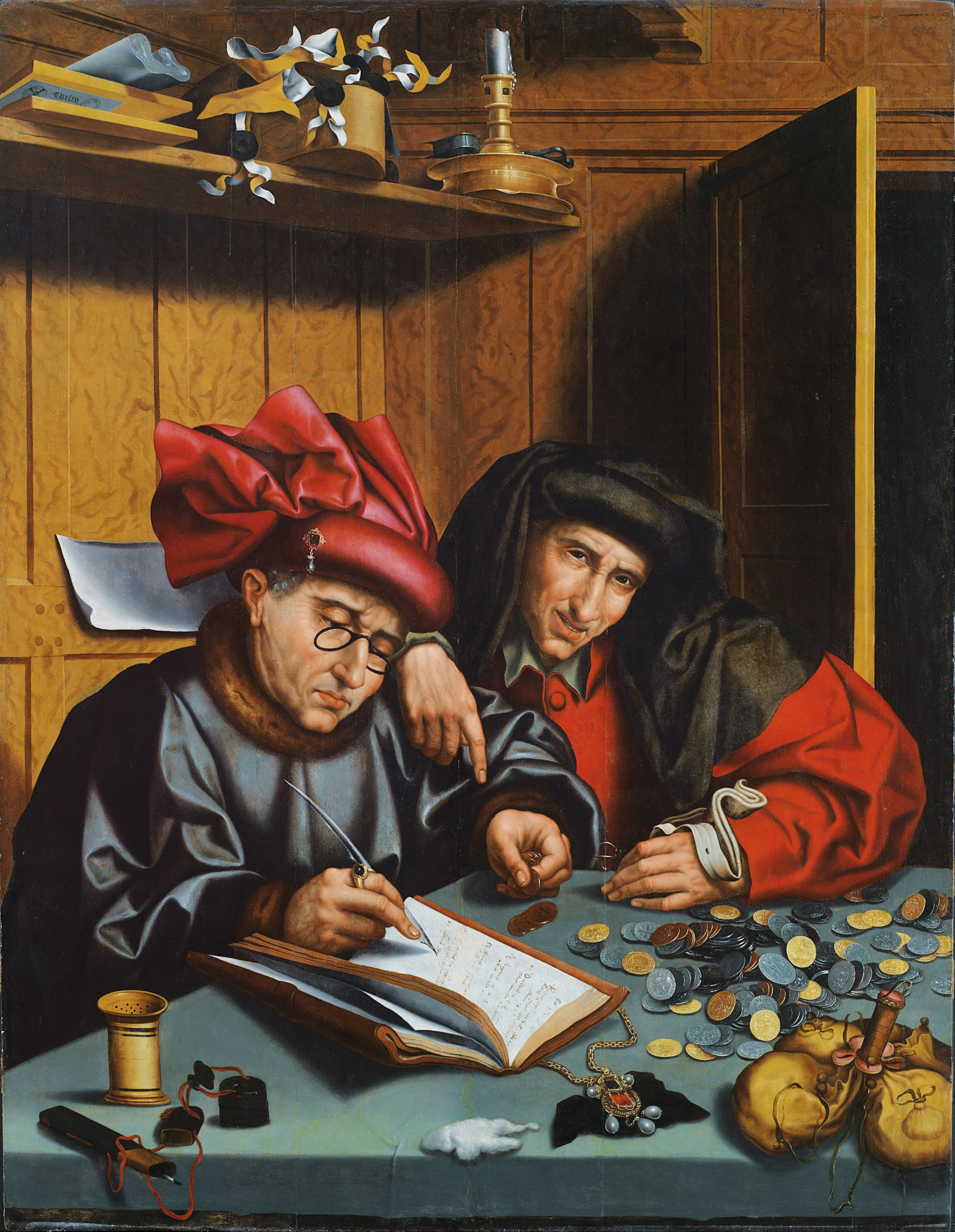
Anonyme, vers 1548,musée des beaux-arts de Bilbao.
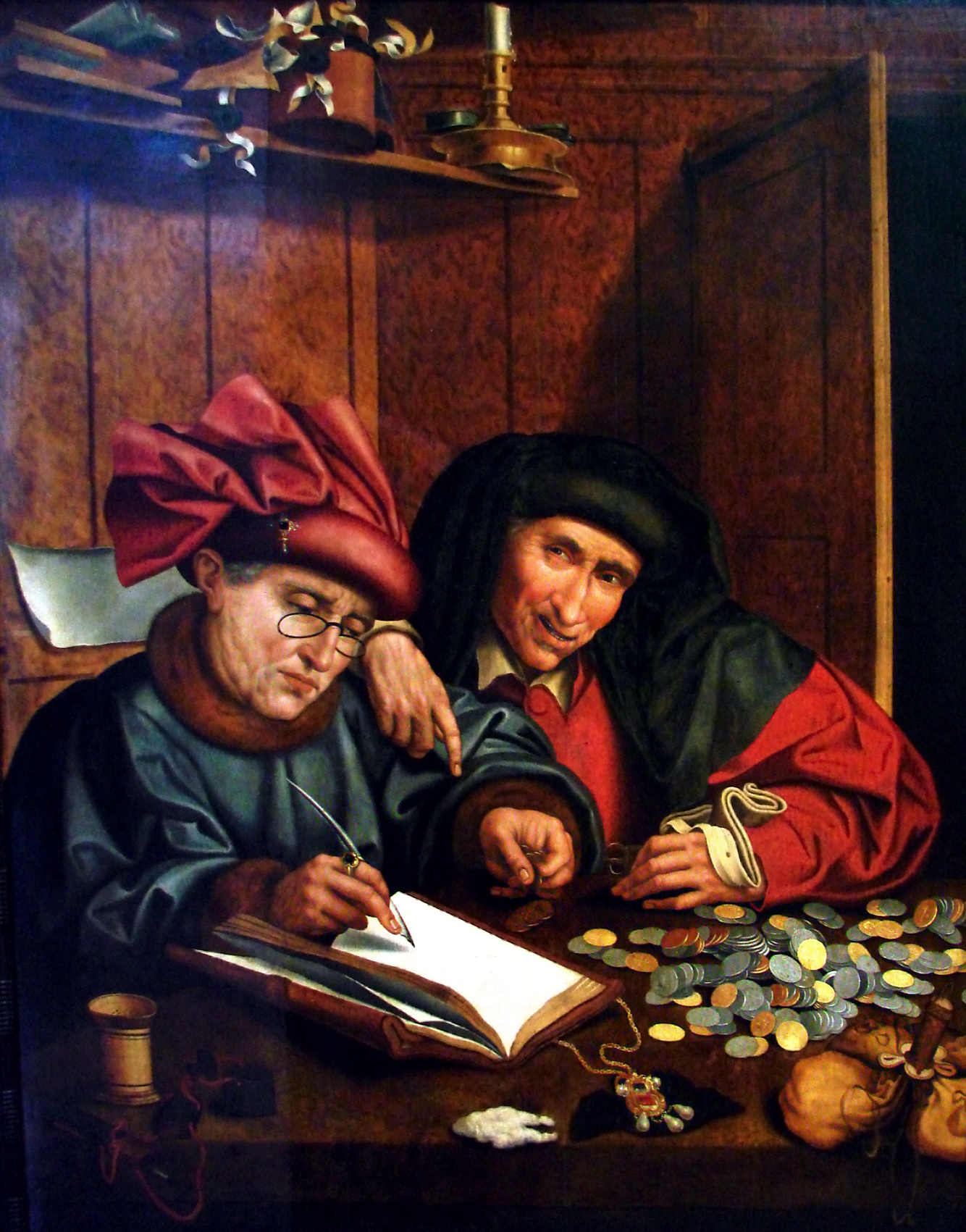
Anonyme, vers 1575-1600, musée des beaux-arts de Nancy.